# Daljáték
A daljáték egy zenés-táncos, általában vidám hangvételű színmű, amelyben az ének és a próza váltakozik. Műfajilag közel áll az operához és az operetthez. A vígoperáktól és operettektől abban különbözik, hogy a daljáték szövege egyszerűbb, zenéje pedig ritkán lépi túl a népszerű dallamok keretét. A daljáték egy vígkedélyű jelenetlánc, amelynek kísérő dalaiban a tréfás, néha gúnyos, legtöbbnyire érzelgően szerelmes indulatok kifejezésre jutnak.
Eredete a középkorra (13. század) vezethető vissza. Előfutára Adam de la Halle dramatizált pásztorjátéka (pastourelle) volt. A daljáték előfutárainak tekinthetők még a 14-16. századi francia farce nevű bohózat, amely népszerű chansonokat ötvözött prózával, valamint az olasz nyelvterületen kialakult favola, vagy zenés tanmese. Német területeken a 16. században jelentkezett farsangi játékok és jezsuita iskoladrámák formájában. Angliában a jig volt az előfutára. Mindezen műfajok jellegzetessége az volt, hogy több-kevesebb népies elemet tartalmaztak. Az első tulajdonképpeni daljátékok a 18. századi francia vaudeville-ek valamint a 19. század elején virágzó német liederspielek. Magyar nyelvterületen a 19. században nagy népszerűségnek örvendett, belőle alakult ki a népszínmű műfaja. Ez utóbbi ugyan szintén dalos játék, de valódi drámaiságra emelkedik és a népi élet minden oldalát, a komolytól a vidámig, magasabb költői-zeneszerzői szándékkal festi le.
Német területen fejlődött ki a singspiel. Az intermezzókból alakult ki és szerkezetében hasonlított az angol ballad operához. Elsősorban a barokk operák túlzott pátosza ellen irányult. A singspiel Mozart Szöktetés a szerájból és A varázsfuvola című műveivel érte el fejlődése csúcsát. Habár a singspiel is daljátéknak tekinthető, a kifejezést ma már az opera egyik műfajának megnevezésére használják.